# 卡普斯季諾湖 (車臣共和國)
43°46′34″N 45°17′46″E / 43.776°N 45.296°E
卡普斯季諾湖（俄语：Капустино），是俄羅斯的湖泊，位於該國西南部車臣共和國，由瑙爾斯基區負責管轄，長0.7公里、寬0.35公里，面積0.27平方公里，海拔高度14米，最大水深4米。